# Zamek w Dobczycach
Zamek królewski w Dobczycach – położony na skalistym wzgórzu nad Rabą, a ściślej nad Jeziorem Dobczyckim powstałym ze spiętrzenia jej wód. Zapora jeziora wsparta jest o wzgórze zamkowe.
Zamek królewski położony był w drugiej połowie XVI wieku w powiecie szczyrzyckim województwa krakowskiego.

## Historia
Prawdopodobnie już na początku XIV wieku istniała tutaj ukształtowana warownia. Po raz pierwszy źródła pisane wspominają o zamku w 1362 r., jednak już wcześniej miejsce to było ufortyfikowane, ponieważ w 1311 r., podczas trwającego w Krakowie buntu wójta Alberta, król Władysław I Łokietek właśnie w Dobczycach wydał dokument pozbawiający dóbr zbuntowanych mieszczan krakowskich.
Pierwotnie zamek zajmował najwyższą partię wzgórza i składał się tylko z cylindrycznej wieży o średnicy około 9 m, otoczonej drewniano-ziemnymi umocnieniami. Zamek stanowił militarną ochronę komory celnej, która istniała tu być może już w XIII wieku, a jej funkcjonowanie potwierdza dokument z 1359 roku. W 1359 roku zamek z okolicznymi ziemiami znalazł się w zarządzie Mikołaja Wierzynka, którego rodzina utrzymywała je do 1379 roku, kiedy to powróciły do rąk królewskich. W kolejnych wiekach zamek doczekał się gruntownej przebudowy. Składał się z zamku górnego i dolnego.
W czasach Kazimierza Wielkiego mury miały od 5 do 9 metrów grubości, a zamek był silnie ufortyfikowaną twierdzą. W 1390 król Władysław Jagiełło nadał zamek wraz z włościami Klemensowi z Moskorzowa za zasługi. Po śmierci Klemensa zamkiem zarządzali potomkowie Klemensa – Kamienieccy i Lanckorońscy. W 1398 roku zamek był miejscem pobytu króla Władysława Jagiełły i jego żony Jadwigi. W 1467 r. zamek opanowali „Bracia Żebracy”, czyli niepłatni polscy żołnierze, których z zamku wyrzuciły wojska starosty krakowskiego Mikołaja Pieniążka i następnie zdobyły ich ufortyfikowaną siedzibę na Górze Wapiennej, nazwanej po tym wydarzeniu „Trupielec”. Na zamku Jan Długosz nauczał dzieci Kazimierza Jagiellończyka – królewiczów Zygmunta, Aleksandra, Władysława, Fryderyka, Jana i Kazimierza.
W 1473 r. przez kilka miesięcy przebywał tu królewicz Kazimierz po powrocie z nieudanej wyprawy po koronę węgierską. W latach 1519–1549 tenutę dobczycką dzierżył Stanisław Czarny z Witowic, który w 1527 roku otrzymał zamek w dożywotnie posiadanie. Następnie warownia przeszła na własność Burzeńskich h. Poraj i Bonerów, a od 1585 roku Lubomirskich.
Za rządów Sebastiana Lubomirskiego, pełniącego urząd starosty w latach 1585–1613, zamek dobczycki przeżywał swoją świetność. Sebastian Lubomirski w latach 1593–1594 gotycką warownię przebudował na renesansową rezydencję - założono wtedy zegar na wieży, wzniesiono kaplicę w miejscu bramy z XIII w., a nawet fontannę. W 1611 r. odbyło się tu wesele córki Sebastiana Lubomirskiego, Barbary z Janem Zebrzydowskim, na które przybył biskup krakowski Piotr Tylicki. W 1620 r. zamek miał 70 pomieszczeń i 3 wieże.
Zamek nie ucierpiał w trakcie pierwszego potopu szwedzkiego. W 1660 r. starosta Michał Jordan wzmocnił mury warowni, jednak podczas drugiej inwazji Szwedów w 1702 roku zamek został zniszczony i odtąd zaczął podupadać. Dzieło zniszczenia pogłębił pożar w 1735 roku. W XIX w. zaczęto go stopniowo rozbierać. Dopiero po 1901 roku przeprowadzono tutaj pierwsze prace zabezpieczające.
W 1960 roku za sprawą nauczyciela Władysława Kowalskiego (późniejszego kustosza) rozpoczęto na wzgórzu zamkowym prace wykopaliskowe. Po wielu latach prac odrestaurowano i odbudowano część zamku. Powstało tutaj muzeum PTTK.
Atrakcją wzgórza zamkowego jest punkt widokowy na Pogórze i Beskidy.

## Galeria

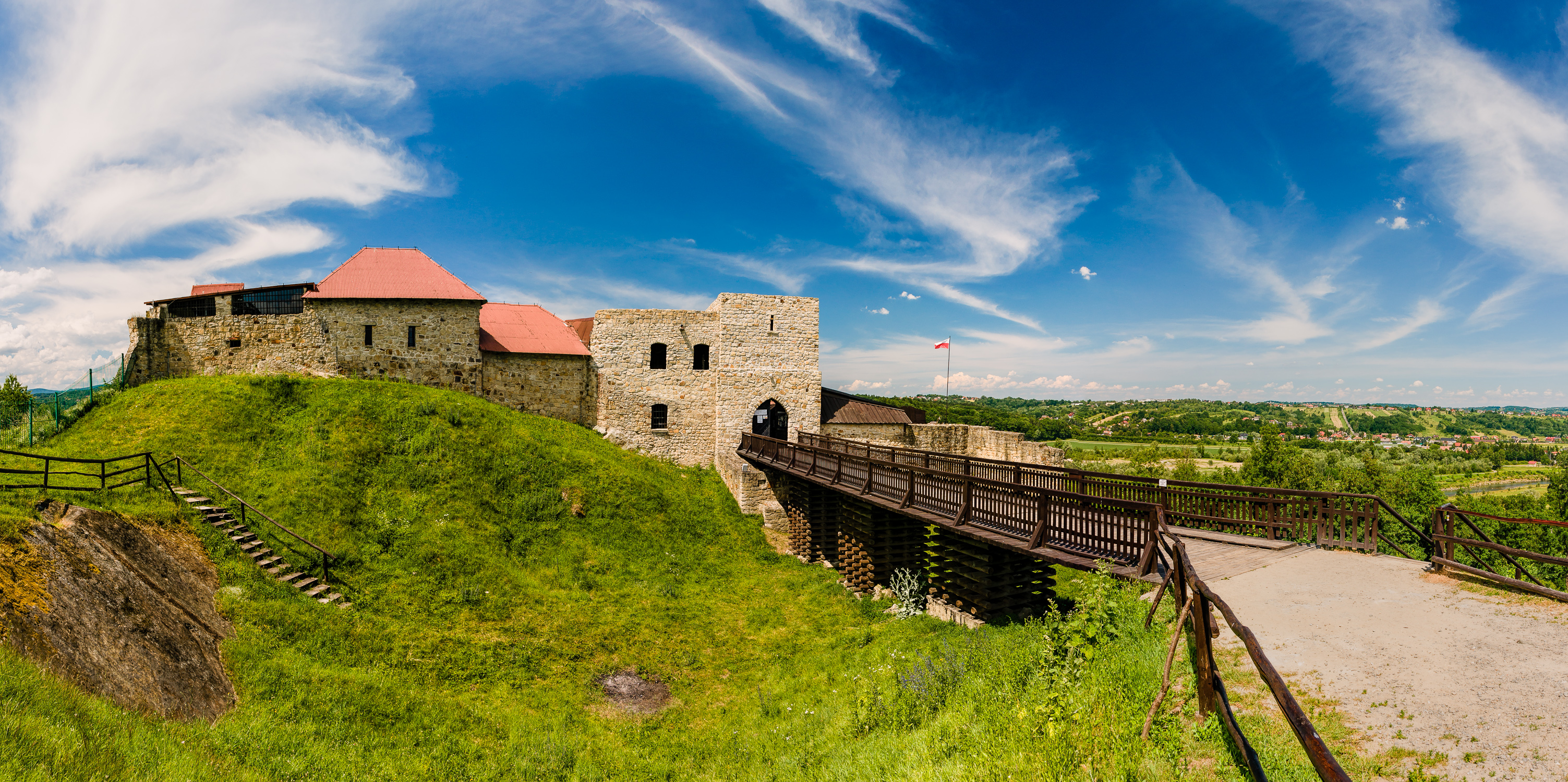
Panorama na zamek w Dobczycach
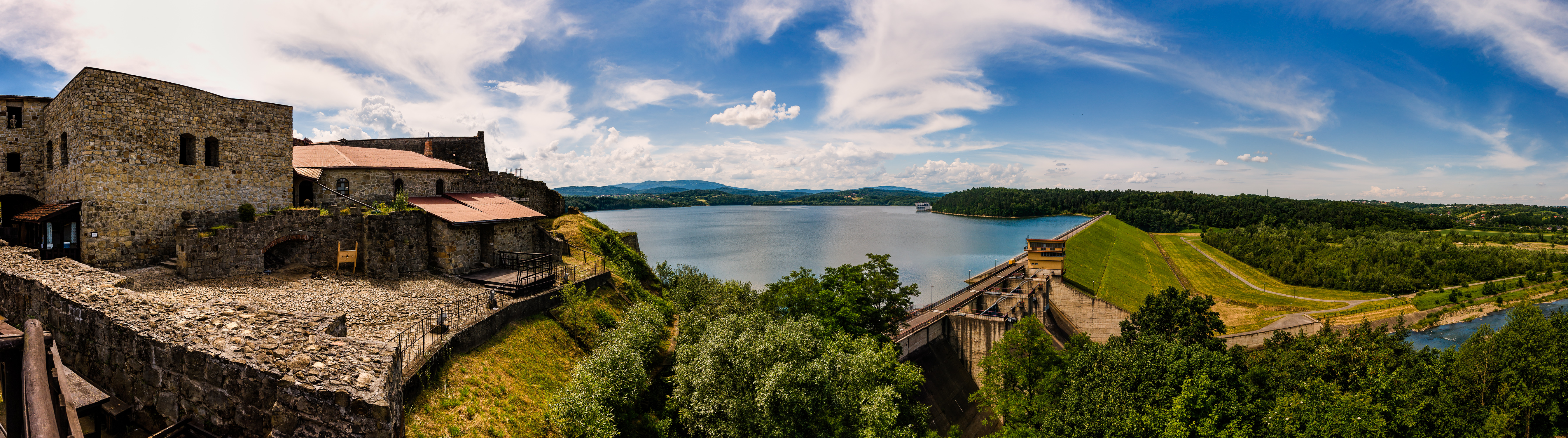
Widok na Jezioro Dobczyckie z zamku
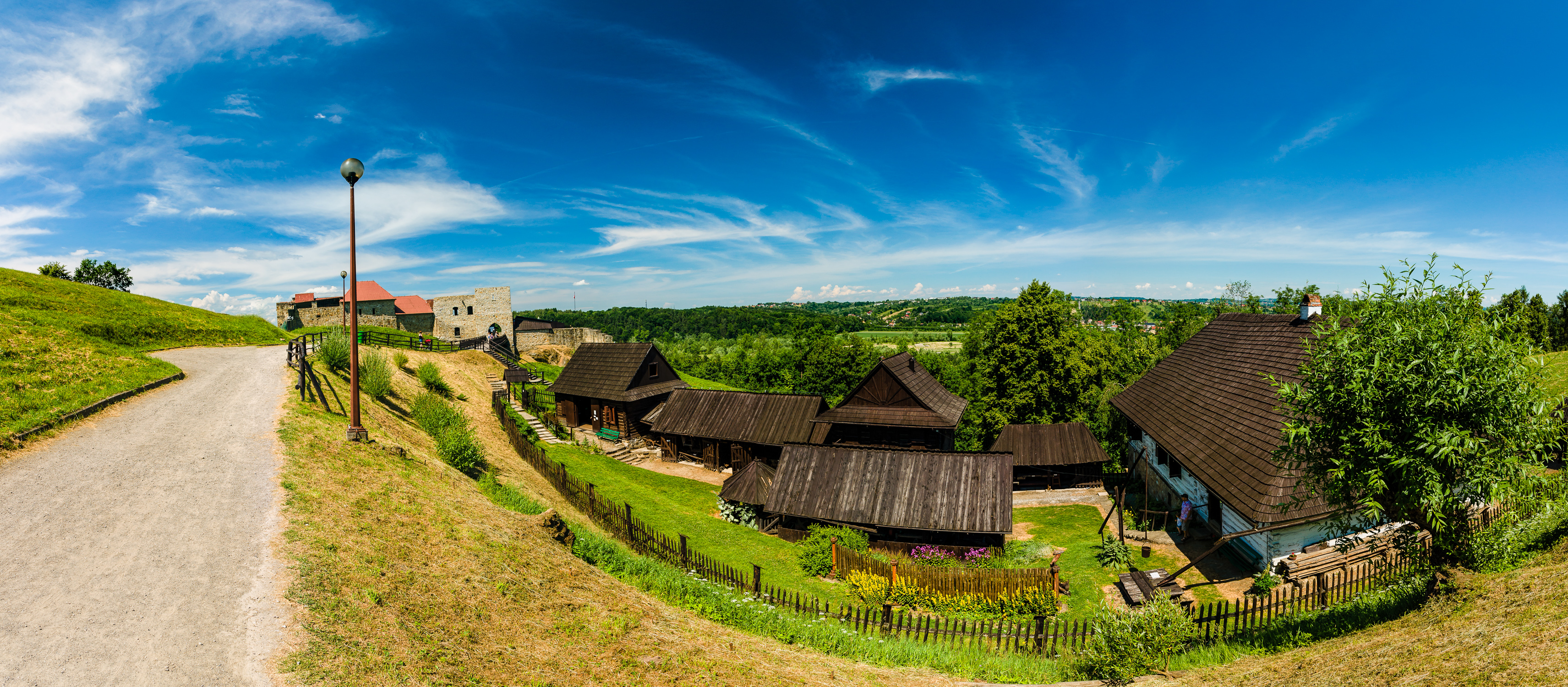
Panorama na skansen w Dobczycach
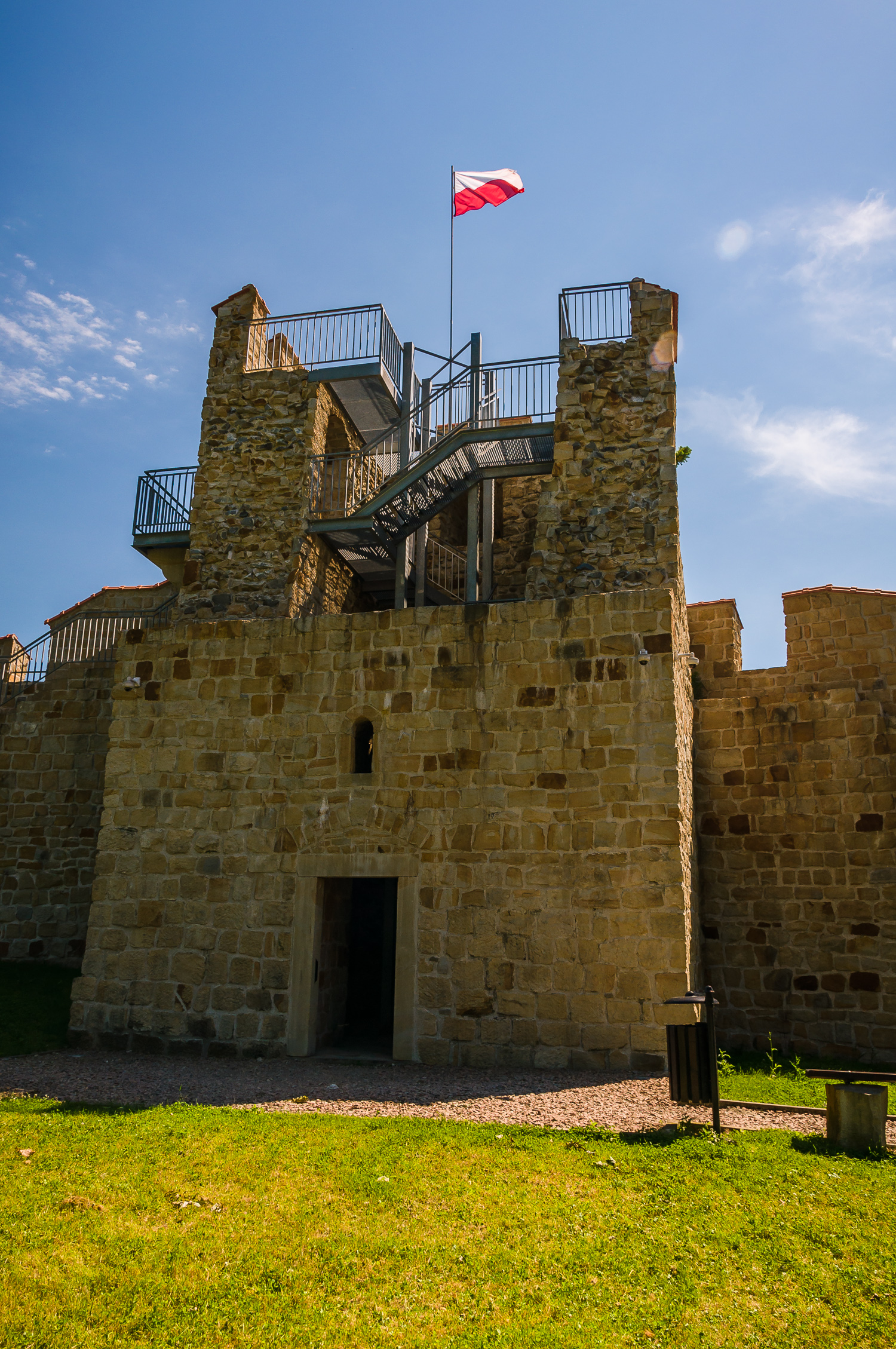
Baszta murów obronnych dobczyckiego Starego Miasta
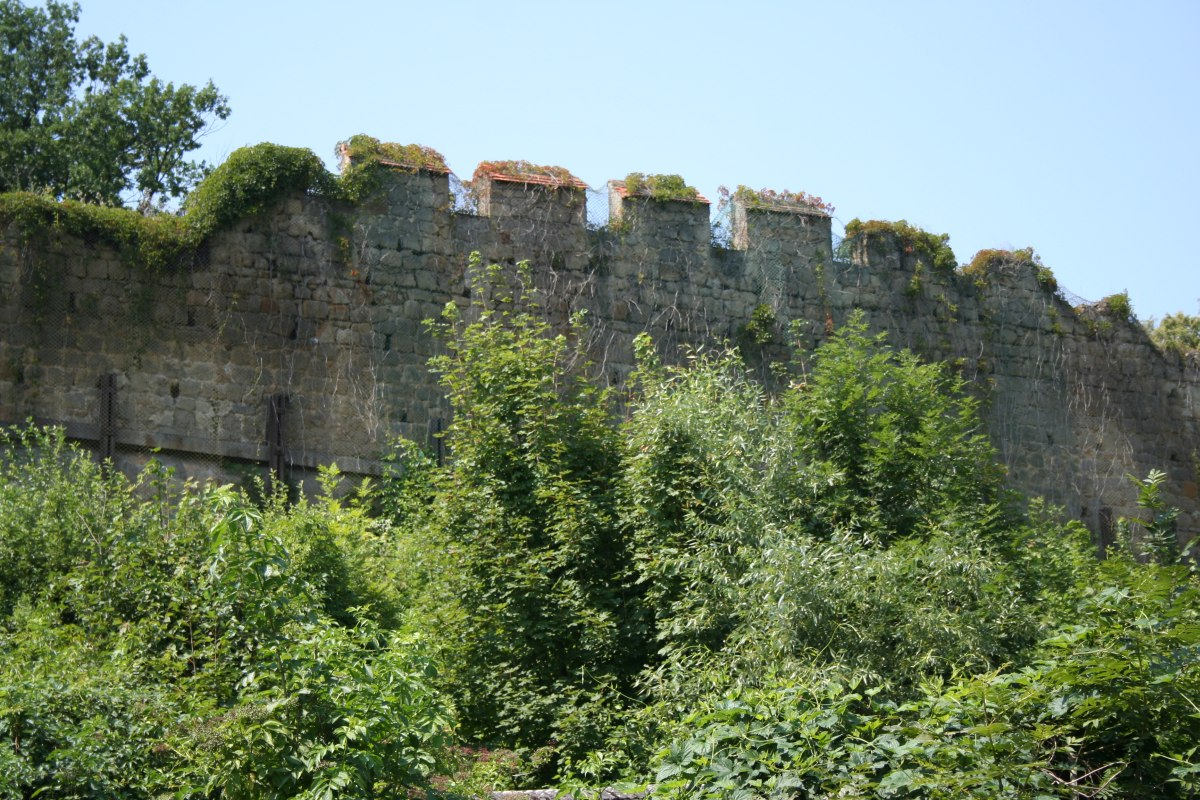
Mury obronne od strony wschodniej.
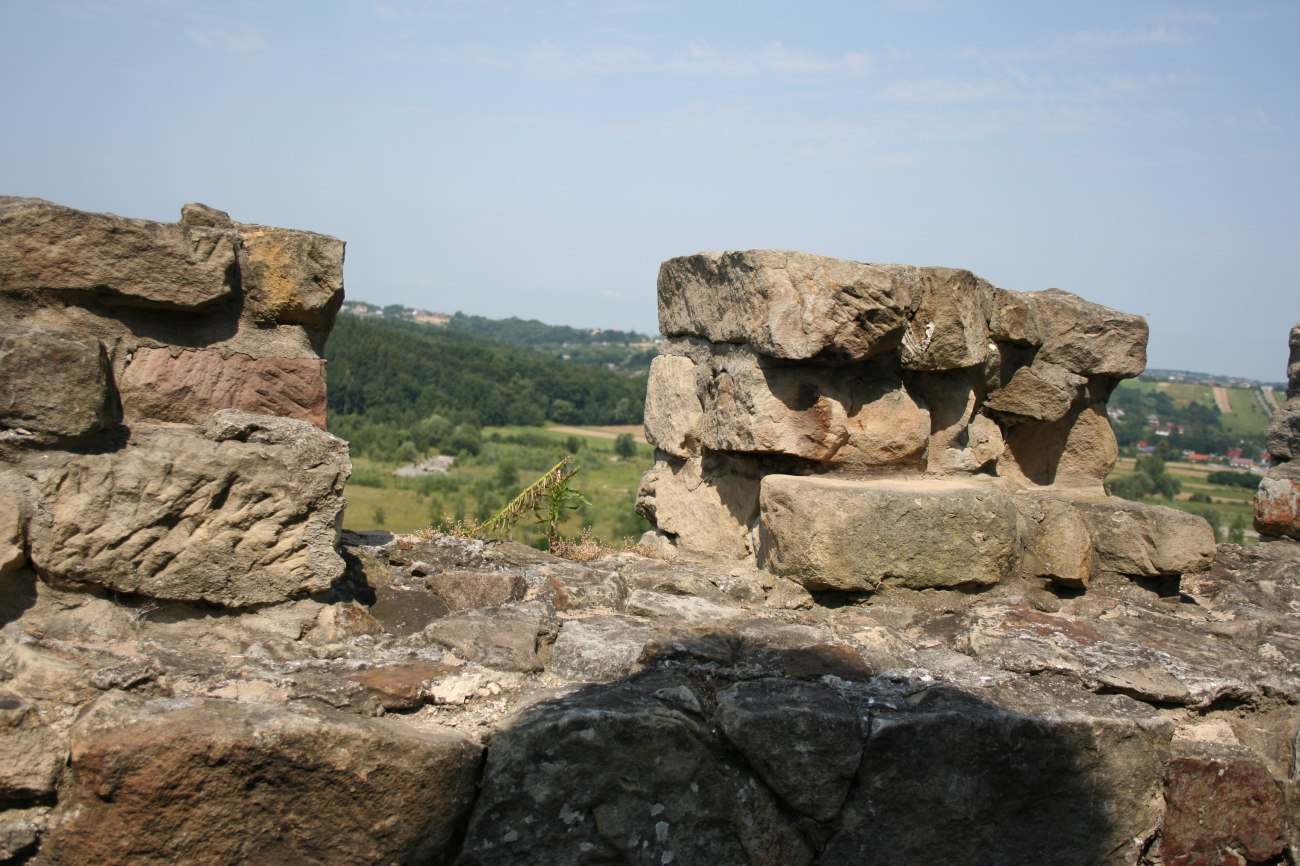
Mury obronne od strony północno-zachodniej.
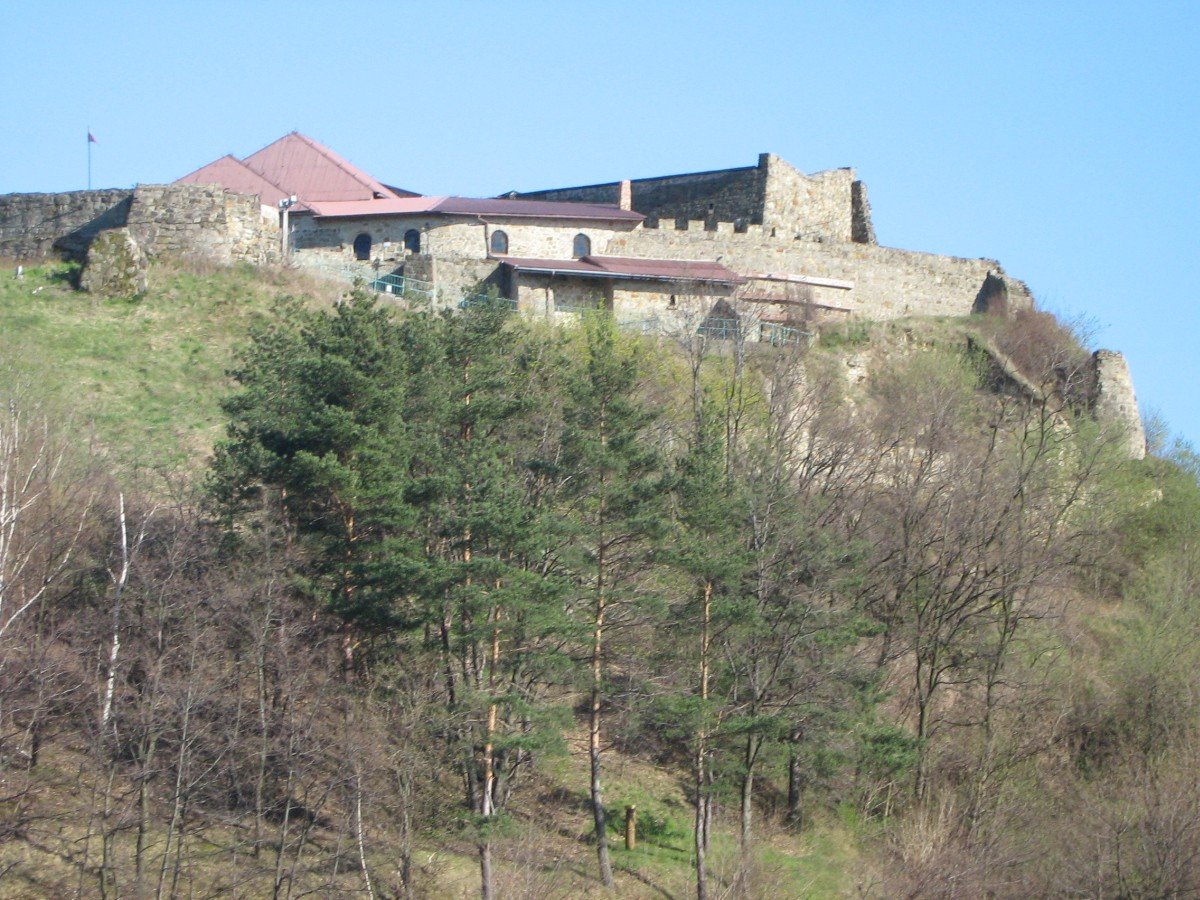
Widok na zamek od strony zachodniej.
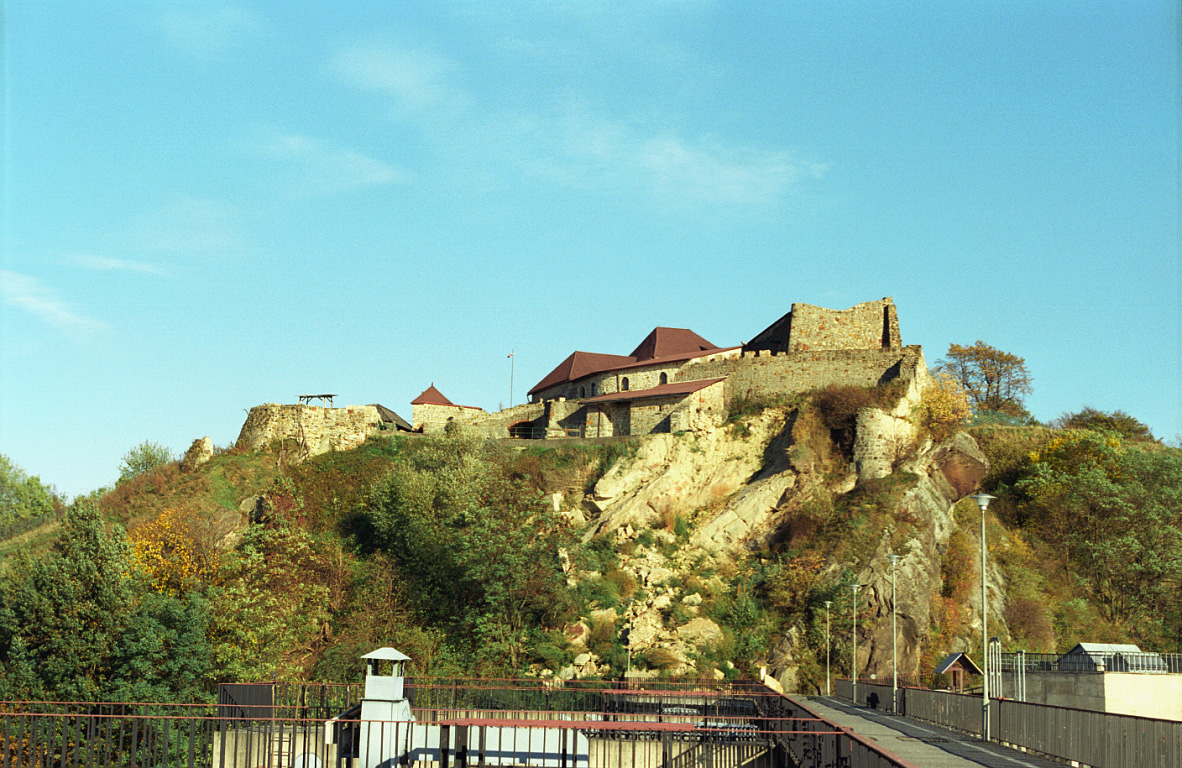
Widok zamku z zapory.
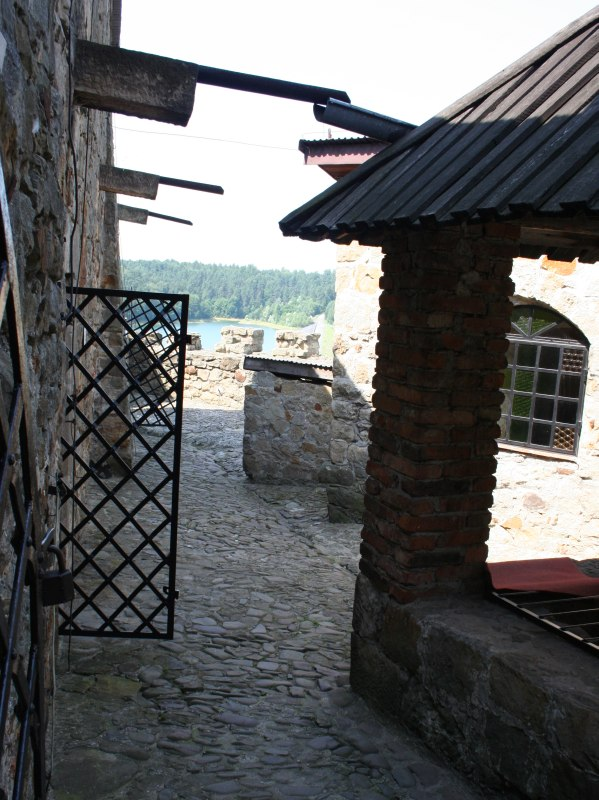
Dziedziniec.
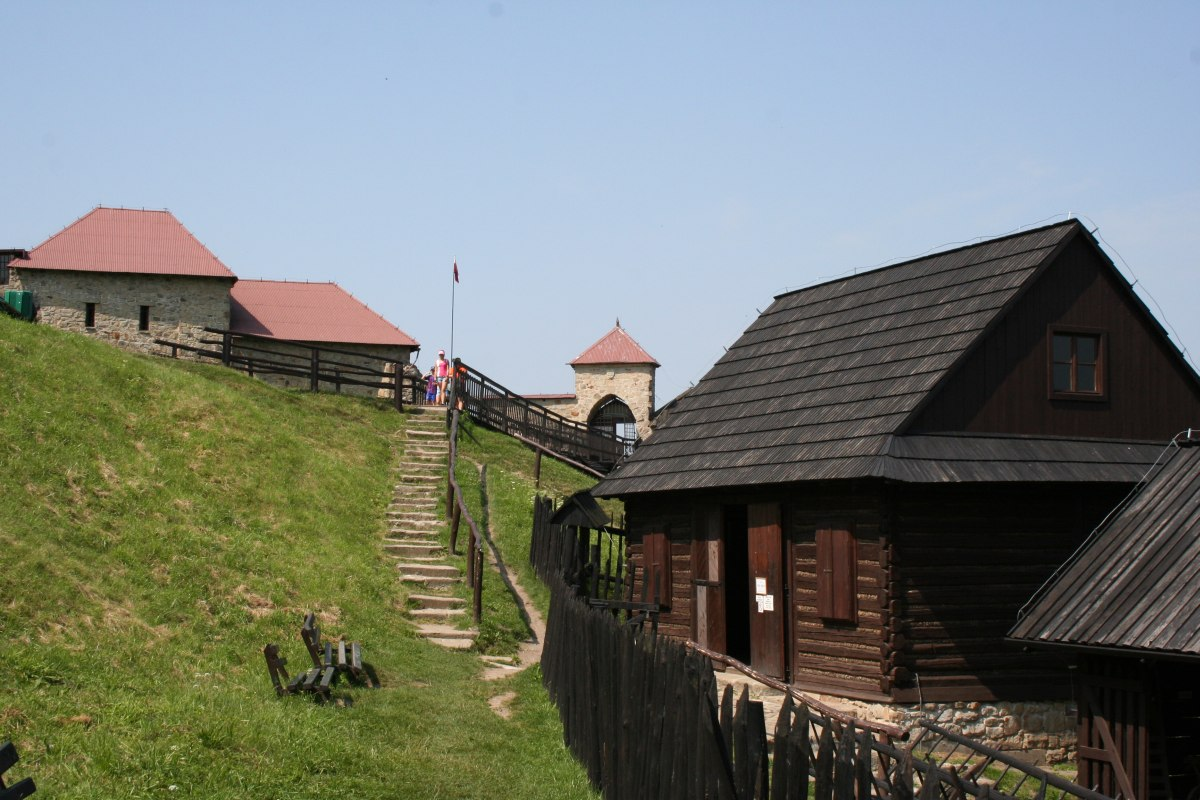
Widok ogólny.
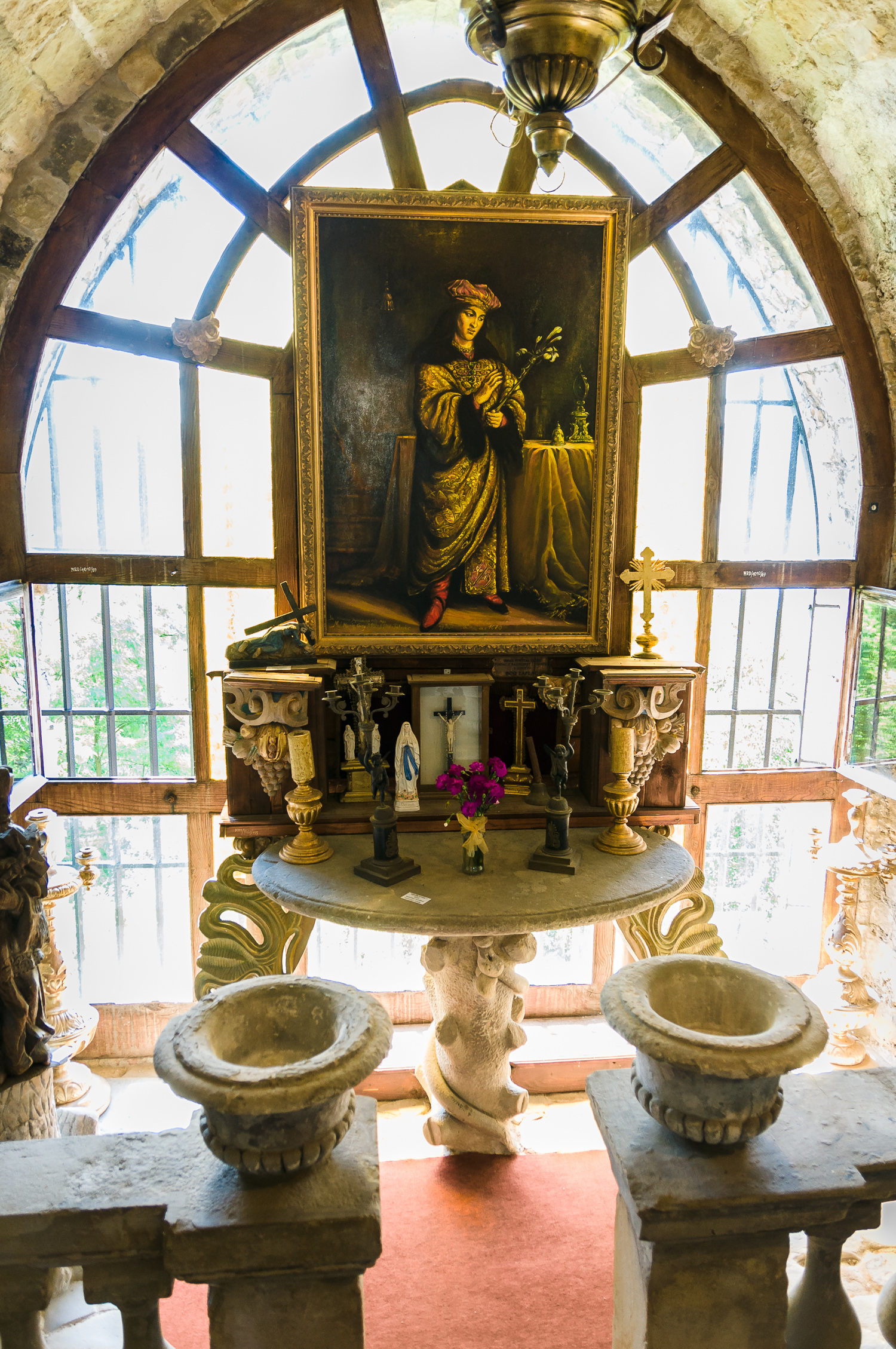
Kaplica zamkowa w Dobczycach
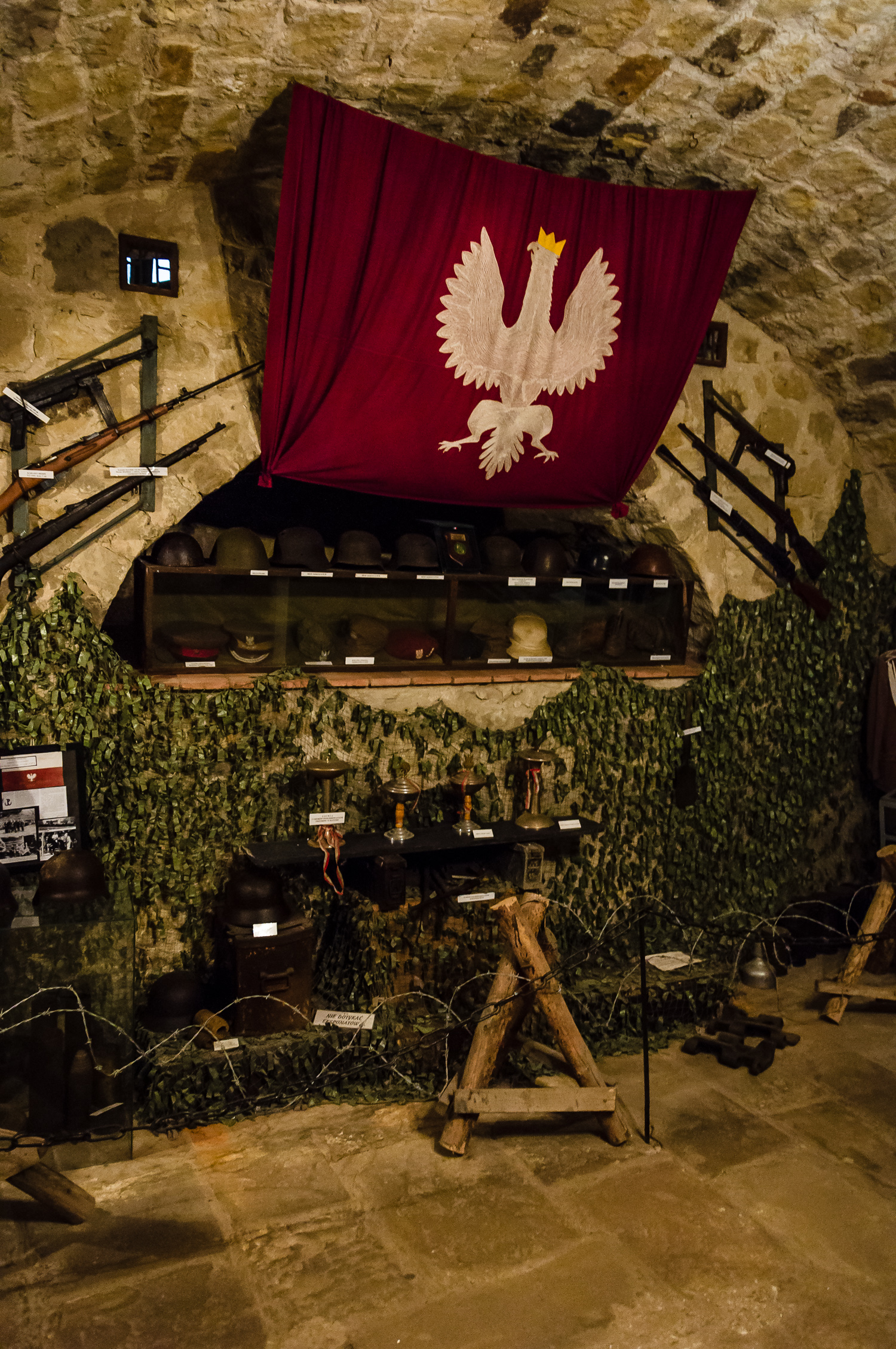
Izba Pamięci na zamku w Dobczycach
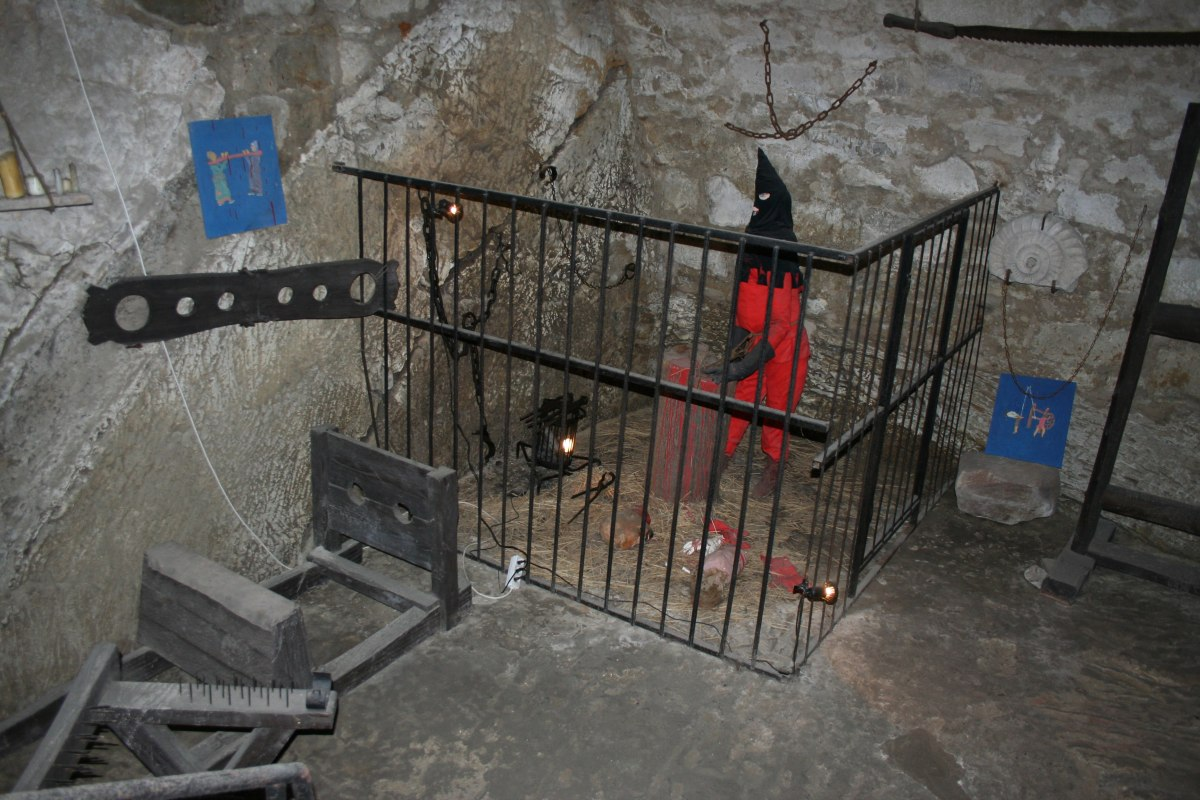
Katownia.
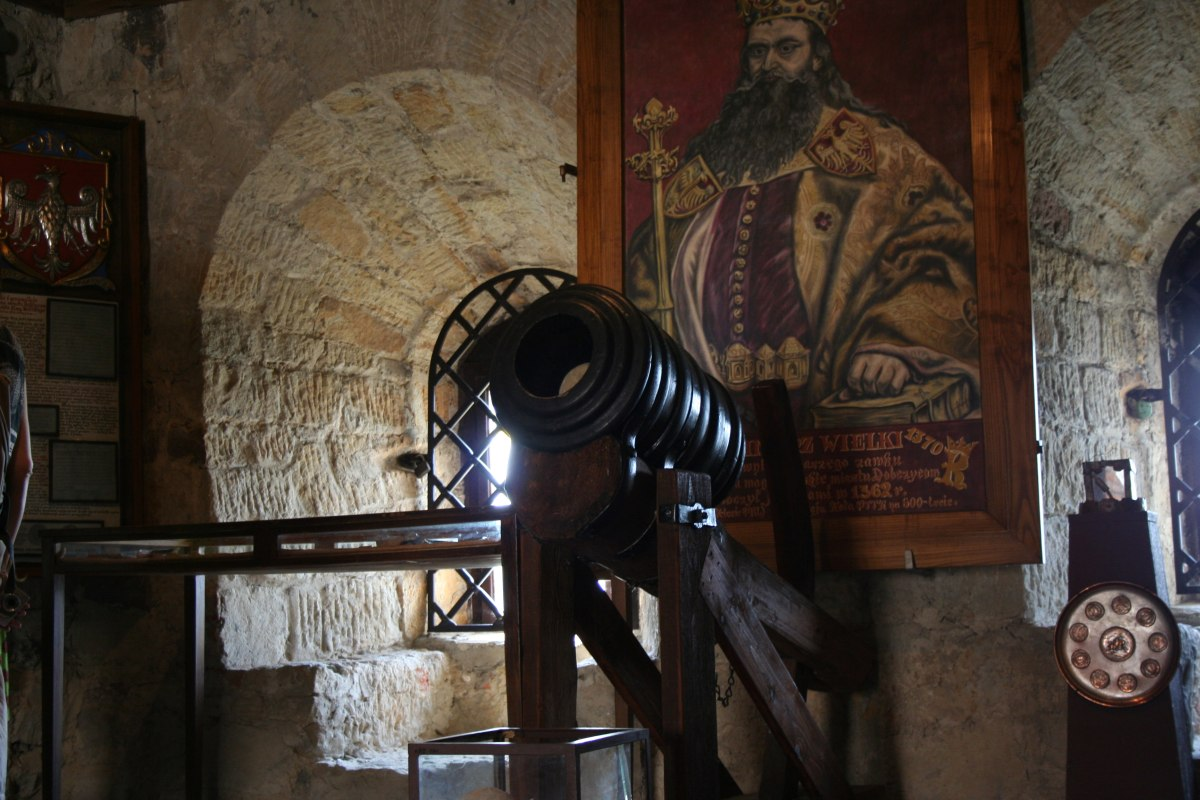
Jedna z sal.